# 銀色犬牙石首魚
銀色犬牙石首魚為輻鰭魚綱鱸形目鱸亞目石首魚科的其中一種，分布於西大西洋區，從美國馬里蘭州至墨西哥灣海域，棲息深度可達30公尺，本魚體灰白，腹部白色，背部有時有微弱的不規則斑點。背鰭灰色，其他鰭白色偏黃，口大且斜，下顎突出，上顎具大型犬齒狀的牙齒，下巴沒有觸鬚或毛孔，背鰭硬棘11枚;背鰭軟條26-31枚;臀鰭硬棘2枚;臀鰭軟條8-11枚，體長可達36公分，棲息在河口、水淺的沙質海域，屬肉食性，以魚類及甲殼類為食，可做為食用魚。